# Savannah Welch
Savannah Rose Welch (Nashville, Tennessee, Estados Unidos, 4 de agosto de 1984) es una actriz, cantante, compositora y presentadora de podcast estadounidense de cine y televisión. Es conocida por su trabajo en las películas Boyhood, The Tree of Life, el drama SIX del canal History Channel, y por interpretar al personaje de DC Comics Barbara Gordon en la tercera temporada de la serie Titanes.
Welch también es miembro de la banda de country alternativo The Trishas.

## Vida personal
Welch es la hija del cantautor Kevin Welch. Asistió a la Universidad de Texas en Austin y estudió cine durante un año, para luego retirarse para dedicarse a la producción cinematográfica y la actuación. Welch tiene un hijo, Charlie, nacido en 2012.

### Accidente
El 2 de noviembre de 2016, Welch estaba en un mercado libre en Wimberley, Texas, con su padre y su hijo de 4 años cuando un vehículo la atropelló. Los médicos determinaron que la lesión por impacto sufrida en su pierna derecha no tenía reparación, por lo que fue necesaria una amputación.
Welch recibió apoyo después del accidente, tanto de Austin como de la comunidad musical. La primera aparición pública de Welch fue en el evento benéfico "Eye Love Savannah" el 28 de noviembre de 2016, organizado por Todd Wolfson, fotógrafo de Austin. Un concierto benéfico, "Stand with Savannah", se llevó a cabo en Nashville, Tennessee, el 13 de diciembre de 2016, donde el padre de Savannah, el artista de música country Kevin Welch, se reunió con su antigua banda Dead Reckoners. La música Emmylou Harris también asistió. El 23 de diciembre de 2016 hubo una subasta benéfica denominada "Standing Beside Savannah" en el Continental Club en Austin que se llevó a cabo durante el Legends & Legacies Holiday Show, que contó con colaboraciones familiares de varias generaciones musicales de Austin que se presentaron, incluido el hermano de Welch, Dustin, su padre, James McMurty, John Dee Graham y Charlie Sexton.

## Carrera

### Actuación
El primer papel importante de Welch fue en el 2005, en la película independiente Jumping Off Bridges, dirigida por Kat Candler. Luego apareció en proyectos más importantes, incluido el drama Boyhood, dirigido por Richard Linklater. También tuvo un papel en The Tree of Life, escrita y dirigida por Terrence Malick. Volvió a trabajar con Malick en Song to Song, del año 2017.[cita requerida]
En el 2013, Welch apareció con su banda The Trishas en dos películas. Para su papel en la cinta Billy Bates, The Trishas interpretó a su banda de respaldo y contribuyó a la banda sonora. The Trishas también apareció como banda en la cinta Angels Sing ese mismo año.
En 2018, Welch interpretó el papel de la exmarine Dawn que perdió una pierna en la explosión de un artefacto explosivo improvisado en la segunda temporada de la serie dramática Six, de History Channel. Su personaje conoce a Alex Caulder (Kyle Schmid), uno de los personajes principales del Navy SEAL Team, en un hospital de fisioterapia. Mientras filmaba, Welch celebró el primer aniversario de su accidente en la vida real.
Welch fue elegida para interpretar a Barbara Gordon en la tercera temporada de la serie Titanes, de HBO Max, en el 2021.

### Música
Aunque creció en una familia de músicos, Welch no cantó públicamente por primera vez hasta la recaudación de fondos "Chip Off the Old Block" de la Fundación SIMS en el año 2005, organizada por los hermanos Braun (Reckless Kelly, Micky and the Motorcars).
No volvería a cantar públicamente hasta el MusicFest de 2009 en Steamboat Springs, Colorado. Un concierto homenaje a su padre, Kevin Welch, la reunió con otros tres artistas independientes: Liz Foster, Jamie Lin Wilson y Kelley Mickwee. Pasarían a formar parte del grupo alternativo femenino, The Trishas.

### Podcast
Welch comenzó a grabar su podcast para la estación de radio pública KUT de la NPR llamado Enough About Music en el Cactus Cafe de Austin. Su primer invitado fue Kevin Russell de Shinyribs. La única regla con sus invitados es hablar de cualquier cosa, excepto sobre música.

## Filmografía

### Cine
| Año  | Título                                            | Rol                  | Director(a)                   |
| ---- | ------------------------------------------------- | -------------------- | ----------------------------- |
| 2004 | No Pain, No Gain                                  | Cool Dude's Chick    | Samuel Turcotte               |
| 2006 | Jumping Off Bridges                               | Grove Adams          | Kat Candler                   |
| 2008 | Clown Hunt                                        | Gerte                | Barry Tubb                    |
| 2008 | Cowboy Funeral                                    |                      | Len Anderson                  |
| 2010 | The Virginity Hit                                 | Becca                | Huck Botko, Andrew Gurland    |
| 2011 | The Legend of Hell's Gate: An American Conspiracy |                      | Tanner Beard                  |
| 2011 | The Tree of Life                                  | Mrs. Kimball         | Terrence Malick               |
| 2012 | Deep in the Heart                                 | Joni                 | Christopher Cain              |
| 2012 | The Sinner                                        | Angela               | Charles Wiedman               |
| 2012 | Spring Eddy                                       | Cheryl               | George Anson                  |
| 2013 | Angels Sing                                       | The Thrishas         | Tim McCanlies                 |
| 2013 | Billy Bates                                       | Kaia                 | Jennifer DeLia                |
| 2014 | Boyhood                                           | Cantante del colegio | Richard Linklater             |
| 2015 | Jack's Apocalypse                                 | Beth                 | Will James Moore              |
| 2016 | The Golden Rut                                    | Magnolia             | Josh Ashy Holden, Nick Holden |
| 2017 | Song to Song                                      |                      | Terrence Malick               |
| 2018 | The Transcendents                                 | Kim                  | Derek Ahonen                  |

### Televisión
| Año       | Título          | Rol                       | Notas       |
| --------- | --------------- | ------------------------- | ----------- |
| 2018      | SIX             | Dawn                      | 1 episodio  |
| 2021      | Titans          | Barbara Gordon            | 8 episodios |
| 2022–2023 | The Good Doctor | Dr. Danica "Danni" Powell | 8 episodios |

### Cortometrajes
- (2009) Love, Sadie
- (2010) Ninja James and the Beast Boy
- (2011) Casey Jones
- (2014) Missed Connection

## Discografía

### Con The Trishas
- 2010: They Call Us The Trishas
- 2012: High, Wide & Handsome

### Con otros artistas
- 2009: Naive (Micky & The Motorcars) - voces
- 2010: The Only Easy Day Was Yesterday (Raul Malo) - voces
- 2010: Sinners & Saints (Raul Malo) - voces
- 2010: A Patch of Blue Sky (Kevin Welch) - voces
- 2011: This One's for Him: A Tribute to Guy Clark (varios artistas) - voces
- 2011: Raise My Glass (Micky & The Motorcars) - compositora
- 2013: Trouble (Randy Rogers Band) - compositora
- 2013: Cheater's Game (Bruce Robison y Kelly Willis) - compositora
- 2015: Friends of Sims (SIMS Foundation) - voces
- 2015: I Won't Back Down (Sammy Kershaw) - compositora

## Premios y nominaciones

### Actuación
| Año  | Premio                    | Categoría                       | Trabajo           | Resultado | Ref(s) |
| ---- | ------------------------- | ------------------------------- | ----------------- | --------- | ------ |
| 2019 | North Hollywood Cinefest  | Mejor actriz en un largometraje | The Transcendents | Ganadora  | [ 26 ] |
| 2019 | Prison City Film Festival | Mejor actriz                    | The Transcendents | Ganadora  |        |

### Música
| Año  | Premio                          | Categoría                      | Trabajo                                       | Resultado | Ref(s)        |
| ---- | ------------------------------- | ------------------------------ | --------------------------------------------- | --------- | ------------- |
| 2009 | SESAC Award                     | Americana Performance Activity | Naive (Micky & the Motorcars)                 | Ganadora  | [ 27 ]        |
| 2013 | SESAC Award                     | Americana                      | Cheater's Game (Bruce Robison & Kelly Willis) | Ganadora  | [ 28 ] [ 29 ] |
| 2013 | Americana Music Honors & Awards | Álbum of the Year              | Cheater's Game (Bruce Robison & Kelly Willis) | Nominada  | [ 30 ]        |